# Décès en avril 1950
Décès
- 1946
- 1947
- 1948
- 1949
- 1950
- 1951
- 1952
- 1953
- 1954

Pour une information complémentaire, voir la page d'aide.

| Date     | Nom             | Pays                 | Activités        | Âge | Source |
| -------- | --------------- | -------------------- | ---------------- | --- | ------ |
| 11 avril | Auguste Boverio | Drapeau de la France | Acteur français. | 64  |        |